# Jugoszláv férfi kosárlabda-válogatott
A jugoszláv férfi kosárlabda-válogatott Jugoszlávia férfi nemzeti kosárlabda csapata volt 1943 és 1992 között. Egyszeres olimpiai-győztesek (1980), háromszoros világbajnokok (1970, 1978, 1990) és ötszörös Európa-bajnokok (1973, 1975, 1977, 1989, 1991). Az Egyesült Államok és a Szovjetunió után a harmadik legeredményesebb kosárlabda-válogatott a világon.

## Története
A jugoszláv férfi kosárlabda-válogatott az 1947-es férfi kosárlabda-Európa-bajnokságon mutatkozott be, ahol a csoportkörből nem jutottak tovább. Az 1950-es években négy Európa-bajnokságon és két világbajnokságon vettek részt és legjobb helyezésük a 6. hely volt két alkalommal. Az olimpiai játékokon 1960-ban szerepeltek először. Az 1961-es Európa-bajnokságon és az 1963-as világbajnokságon ezüstérmet szereztek. 1968-ban bejutottak az olimpiai döntőbe, de ott alulmaradtak az Egyesült Államokkal szemben. 1968 és 1991 között szinte minden tornán a dobogón végeztek.
A válogatott első aranykorszaka az 1970-es években jött el, amikor két világbajnoki és zsinórban három Európa-bajnoki címet nyertek. Az 1980. évi nyári olimpiai játékokon, Moszkvában megszerezték történetük első és egyetlen olimpiai aranyérmét, ahol a döntőben Olaszországot győzték le 86–77-re. 1984-ben bronzérmet, 1988-ban ezüstérmesek lettek az olimpiai játékokon. A döntőt a Szovjetunió ellen veszítették el 76–63-ra.
Az 1989-es Európa-bajnokságig kellett várni a következő sikerre, amit az 1990-es világbajnoki cím követett, majd azt követően az 1991-es Európa-bajnokságot is megnyerték. Ez volt a jugoszláv férfi kosárlabda-válogatott történetének utolsó aranyérme, mert rövidesen kitört a délszláv háború és az ország felbomlott.

## Eredmények
| Olimpiai játékok | Olimpiai játékok | Olimpiai játékok | Olimpiai játékok | Olimpiai játékok |
| Év               | Eredmény         | M                | Gy               | V                |
| ---------------- | ---------------- | ---------------- | ---------------- | ---------------- |
| 1936             | nem vett részt   | nem vett részt   | nem vett részt   | nem vett részt   |
| 1948             | nem vett részt   | nem vett részt   | nem vett részt   | nem vett részt   |
| 1952             | nem vett részt   | nem vett részt   | nem vett részt   | nem vett részt   |
| 1956             | nem vett részt   | nem vett részt   | nem vett részt   | nem vett részt   |
| 1960             | 6.               | 8                | 4                | 4                |
| 1964             | 7.               | 9                | 6                | 3                |
| 1968             | Ezüst            | 9                | 7                | 2                |
| 1972             | 5.               | 9                | 7                | 2                |
| 1976             | Bronz            | 7                | 5                | 2                |
| 1980             | Arany            | 8                | 8                | 0                |
| 1984             | Bronz            | 8                | 7                | 1                |
| 1988             | Ezüst            | 8                | 6                | 2                |
| Összesen         | 8/12             | 66               | 50               | 16               |

| FIBA-világbajnokság | FIBA-világbajnokság | FIBA-világbajnokság | FIBA-világbajnokság | FIBA-világbajnokság |
| Év                  | Eredmény            | M                   | Gy                  | V                   |
| ------------------- | ------------------- | ------------------- | ------------------- | ------------------- |
| 1950                | 10.                 | 5                   | 0                   | 5                   |
| 1954                | 11.                 | 5                   | 1                   | 4                   |
| 1959                | nem vett részt      | nem vett részt      | nem vett részt      | nem vett részt      |
| 1963                |                     | 9                   | 8                   | 1                   |
| 1967                |                     | 9                   | 6                   | 3                   |
| 1970                |                     | 6                   | 5                   | 1                   |
| 1974                |                     | 7                   | 6                   | 1                   |
| 1978                |                     | 10                  | 10                  | 0                   |
| 1982                |                     | 9                   | 7                   | 2                   |
| 1986                |                     | 10                  | 8                   | 2                   |
| 1990                |                     | 8                   | 7                   | 1                   |
| Összesen            | 10/11               | 78                  | 58                  | 20                  |

| Európa-bajnokság | Európa-bajnokság | Európa-bajnokság | Európa-bajnokság | Európa-bajnokság |
| Év               | Eredmény         | M                | Gy               | V                |
| ---------------- | ---------------- | ---------------- | ---------------- | ---------------- |
| 1935             | nem vett részt   | nem vett részt   | nem vett részt   | nem vett részt   |
| 1937             | nem vett részt   | nem vett részt   | nem vett részt   | nem vett részt   |
| 1939             | nem vett részt   | nem vett részt   | nem vett részt   | nem vett részt   |
| 1941             | elmaradt         | elmaradt         | elmaradt         | elmaradt         |
| 1946             | nem vett részt   | nem vett részt   | nem vett részt   | nem vett részt   |
| 1947             | 13.              | 5                | 2                | 3                |
| 1949             | nem vett részt   | nem vett részt   | nem vett részt   | nem vett részt   |
| 1951             | nem vett részt   | nem vett részt   | nem vett részt   | nem vett részt   |
| 1953             | 6.               | 11               | 6                | 5                |
| 1955             | 8.               | 11               | 4                | 7                |
| 1957             | 6.               | 10               | 4                | 6                |
| 1959             | 9.               | 7                | 6                | 1                |
| 1961             |                  | 10               | 8                | 2                |
| 1963             |                  | 9                | 8                | 1                |
| 1965             |                  | 9                | 8                | 1                |
| 1967             | 9.               | 9                | 6                | 3                |
| 1969             |                  | 7                | 6                | 1                |
| 1971             |                  | 7                | 6                | 1                |
| 1973             |                  | 7                | 7                | 0                |
| 1975             |                  | 8                | 8                | 0                |
| 1977             |                  | 7                | 6                | 1                |
| 1979             |                  | 9                | 6                | 3                |
| 1981             |                  | 10               | 8                | 2                |
| 1983             | 7.               | 7                | 4                | 3                |
| 1985             | 7.               | 8                | 5                | 3                |
| 1987             |                  | 8                | 5                | 3                |
| 1989             |                  | 5                | 5                | 0                |
| 1991             |                  | 5                | 5                | 0                |
| Összesen         | 21/27            | 169              | 112              | 46               |